# 世界證券交易所列表
本列表記述全世界所有的證券交易所。

## 主要交易所
下表為世界主要證券交易所（2019年4月3日）：
| 排名 | 交易所                                         | 經濟體                                                                | 總部       | 市值 (10億美元) | 月平均交易量 (10億美元) | 時區         | 協調世界時 | 當地開市時間 | 當地休午市時間 | 當地收市時間 | 股票總數 | 國外股票 |
| ---- | ---------------------------------------------- | --------------------------------------------------------------------- | ---------- | --------------- | ----------------------- | ------------ | ---------- | ------------ | -------------- | ------------ | -------- | -------- |
| 1    | 纽约證券交易所                                 | 美国                                                                  | 纽约       | 30923           | 1,452                   | EST/EDT      | -5         | 09:30        | 不設午市       | 16:00        | 2285     | 489      |
| 2    | 納斯達克股票證券交易所                         | 美国                                                                  | 纽约       | 10857           | 1,262                   | EST/EDT      | -5         | 09:30        | 不設午市       | 16:00        | 2935     | 396      |
| 3    | 日本交易所集团 （東京證券交易所、 大阪交易所） | 日本                                                                  | 東京       | 5679            | 481                     | JST          | +9         | 09:00        | 11:30-12:30    | 15:00        | 3568     | 6        |
| 4    | 上海证券交易所                                 | 中国大陆                                                              | 上海       | 4026            | 536                     | CST          | +8         | 09:30        | 11:30-13:00    | 15:00        | 1355     | 0        |
| 5    | 香港交易所                                     | 香港                                                                  | 香港       | 3936            | 182                     | HKT          | +8         | 09:15        | 12:00-13:00    | 16:00        | 2069     | 119      |
| 6    | 泛欧交易所                                     | 歐洲                                                                  | 阿姆斯特丹 | 3927            | 174                     | CET/CEST     | +1         | 09:00        | 不設午市       | 17:30        | 1258     | 166      |
| 7    | 伦敦证券交易所集团                             | 英国                                                                  | 伦敦       | 3767            | 219                     | GMT/BST      | 0          | 08:00        | 不設午市       | 16:30        | 2487     | 430      |
| 8    | 深圳证券交易所                                 | 中国大陆                                                              | 深圳       | 2504            | 763                     | CST          | +8         | 09:30        | 11:30-13:00    | 15:00        | 2044     | 0        |
| 9    | TMX集团 （多伦多证券交易所、 蒙特利尔交易所）  | 加拿大 · 美国                                                         | 多伦多     | 2,246           | 97                      | EST/EDT      | -5         | 09:30        | 不設午市       | 16:00        | 3398     | 49       |
| 10   | 孟买证券交易所                                 | 印度                                                                  | 孟买       | 2056            | 210                     | IST          | +5.5       | 09:15        | 不設午市       | 15:30        | 5652     | 1        |
| 11   | 印度国家证券交易所                             | 印度                                                                  | 孟买       | 2030            | 196                     | IST          | +5.5       | 09:15        | 不設午市       | 15:30        | 1851     | 1        |
| 12   | 德意志交易所                                   | 德国                                                                  | 法兰克福   | 1864            | 140                     | IST          | +8.5       | 09:00        | 不設午市       | 17:35        | 1851     | 48       |
| 13   | 瑞士證券交易所                                 | 瑞士                                                                  | 苏黎世     | 1523            | 77                      | CET/CEST     | +1         | 09:00        | 不設午市       | 17:30        | 265      | 36       |
| 14   | 韩国交易所                                     |                                                                       | 釜山       | 1463            | 277                     | KST          | +9         | 09:00        | 不設午市       | 15:30        | 2103     | 19       |
| 15   | 纳斯达克 （北欧）                              | · 丹麦 · 瑞典 · 芬兰 · 冰島 · 爱沙尼亚 · 拉脫維亞 · 立陶宛 · 亞美尼亞 | 斯德哥尔摩 | 1372            | 72                      |              |            |              | 不設午市       |              | 952      | 40       |
| 16   | 澳洲證券交易所                                 |                                                                       | 雪梨       | 1326            | 56                      | AEST/AEDT    | +10        | 10:00        | 不設午市       | 16:00        | 2122     | 133      |
| 17   | 台灣證券交易所                                 | 臺灣                                                                  | 台北       | 966             | 75                      | NST (Taiwan) | +8         | 09:00        | 不設午市       | 13:30        | 922      | 84       |
| 18   | 巴西證券交易所                                 | 巴西                                                                  | 聖保羅     | 938             | 62                      | BRT/BRST     | -3         | 09:00        | 不設午市       | 18:00        | 343      | 9        |
| 19   | 南非证券交易所                                 | 南非                                                                  | 約翰尼斯堡 | 894             | 29                      | SAST         | +2         | 09:00        | 不設午市       | 17:00        | 366      | 71       |
| 20   | 西班牙证券市场公司                             | 西班牙                                                                | 马德里     | 764             |                         | CET/CEST     | +1         |              |                |              | 3210     | 26       |

## 亞洲交易所
關聯條目：List of South Asian stock exchanges

### 中国

#### 证券交易所
- 上海證券交易所（SSE）
- 深圳證券交易所（SZSE）
- 北京證券交易所（BSE）

#### 股权交易机构
- 全国中小企业股份转让系统（全国OTC）
- 天津股权交易所（区域OTC）
- 天津滨海柜台交易市场（区域OTC）

#### 期货交易所
- 中国金融期货交易所
- 上海期货交易所
- 广州期货交易所
- 郑州商品交易所
- 大连商品交易所

#### 金融资产交易所
- 天津金融资产交易所

#### 商品交易所
- 渤海商品交易所

#### 贵金属交易所
- 上海金屬交易所
- 天津貴金屬交易所
- 广东省贵金属交易所
- 北京大宗商品交易所

#### 碳交易所
- 北京环境交易所
- 天津排放权交易所
- 上海環境能源交易所

#### 矿业权交易所
- 天津矿业权交易所

#### 文化艺术品交易所
- 天津文化艺术品交易所

### 香港
- 香港交易及結算所有限公司（HKEX）
- 香港商品交易所（簡稱HKMEx）（已結業）
- 香港联合交易所（联交所）
- 香港期货交易所（期交所）

### 澳門
- 中華（澳門）金融資產交易股份有限公司（MOX）

### 臺灣
- 台湾证券交易所
- 臺灣期貨交易所
- 財團法人中華民國證券櫃檯買賣中心（OTC）

### 印度尼西亞
- 印尼證券交易所（IDX）
  - 雅加達證券交易所（JSX）
  - 泗水證券交易所（SSX） （页面存档备份，存于）
- 雅加達期貨交易所（JFX）
- Jakarta Islamic Index（JII）

### 伊朗
- 德黑蘭證券交易所（英语：Tehran Stock Exchange）（TSE）

### 日本
- 日本交易所集團
  - 東京證券交易所（TSE）（與大阪證券交易所合併）
    - 廣島證券交易所（與東京證券交易所合併）
    - 新潟證券交易所（與東京證券交易所合併）

  - 大阪證券交易所（OSE）（與東京證券交易所合併）
    - 京都證券交易所（與大阪證券交易所合併）
    - 神戶證券交易所（與大阪證券交易所合併）
- 名古屋證券交易所（NSE）
- 札幌證券交易所（SSE）
- 福岡證券交易所（FSE）
- JASDAQ
- 海格力斯（旧 Nasdaq Japan Market）
- 東京工業品交易所

### 新加坡
- 新加坡交易所
- 新加坡商品交易所

### 叙利亚
- 大馬士革證券交易所

### 马来西亚
- 馬來西亞股票交易所

### 斯里蘭卡
- 科倫坡證券交易所

### 大韓民國
- 韓國交易所
- KOSDAQ

### 泰國
- 泰國證券交易所

### 阿联酋
- 杜拜證券交易所（杜拜國際金融交易所，DIFX,http://www.dfm.co.ae）%5B%5D
- 阿布達比證券交易所
- 杜拜金融市場

### 越南
- 胡志明市證券交易所
- 河內證券交易所

### 印度
- 孟買證券交易所（BSE）
- 印度國家證券交易所（NSE）
- 加爾各答證券交易所（CSE）
- 印度大宗商品交易所(MCX)
- 印度聯合證券交易所(USE)

### 緬甸
- 仰光證券交易所（YSX）

2015年12月9日開幕，由國營緬甸經濟銀行持股51%、日本大和證券旗下的大和研究中心持股30.25%和經營東京證券交易所的日本交易所集團持股18.75%共同出資320億緬元（按目前匯率約合2480萬美元）聯合創建

### 菲律賓
- 菲律賓證券交易所

## 大洋洲交易所

### 
- 澳洲證券交易所 (ASX)
- Bendigo Stock Exchange (BSX)
- NSX
- SFE
- 澳大利亞太平洋交易所（APX）

### 斐济
- 南太平洋證券交易所（SPSE）

### 新西兰
- 新西蘭證券交易所

## 歐洲交易所

### 挪威
- 奧斯陸證券交易所

### 波蘭
- 華沙證券交易所

### 西班牙
- 馬德里證券交易所

### 土耳其
- 伊斯坦堡證券交易所（ISE）

### 英国
- 倫敦證券交易所
- 伦敦金属交易所
- 伦敦金属交易结算所

### 德国
- 法蘭克福证券交易所

### 俄羅斯
- 莫斯科证券交易所
- 圣彼得堡证券交易所

### 希腊
- 雅典证券交易所

## 美洲交易所

### 美国
- 紐約證券交易所
- 納斯達克
- 洲際交易所集團
- BATS Global Markets
- Direct Edge

### 墨西哥
- 墨西哥證券交易所

### 巴西
- BM&F Bovespa

### 
- 聖文森特和格林納丁斯證券交易所 (SVGEX) （页面存档备份，存于）

### 阿根廷
- 布宜诺斯艾利斯证券交易所（西班牙语：Bolsa de Comercio de Buenos Aires）
- 电子公开市场（西班牙语：Mercado Abierto Electrónico）
- 罗萨里奥证券交易所（西班牙语：Bolsa de Comercio de Rosario）

## 關聯條目
- 證券交易所